# Maria (2024, Jessica Palud)
Maria ist ein französischer Spielfilm von Jessica Palud aus dem Jahr 2024. Die Filmbiografie handelt von der Schauspielerin Maria Schneider und dramatisiert ihre Erfahrungen bei der Mitarbeit zu Bernardo Bertoluccis Spielfilm Der letzte Tango in Paris (1972). Die Hauptrolle übernahm Anamaria Vartolomei. Premiere des Films war am 21. Mai 2024 in Cannes.

## Handlung
Die Handlung des Films spielt sich in einem Zeitraum von 20 Jahren von den frühen 1970ern bis zu den späten 1980ern ab. Die 19-jährige Maria Schneider, Tochter des französischen Schauspielers Daniel Gélin, lässt sich auf die Dreharbeiten zum Spielfilm Der letzte Tango in Paris des italienischen Regisseurs Bernardo Bertolucci ein. In dem Werk ist sie an der Seite des gefeierten US-amerikanischen Schauspielers Marlon Brando zu sehen. Erzählt wird die Geschichte von einem älteren Amerikaner und einer Französin, die sich in einer Wohnung in Paris zu Gesprächen und Sex treffen.
Maria wird durch die Rolle der Jeanne über Nacht zum Star, ist aber auf den Ruhm und den Skandal, den der Film auslöst, nicht vorbereitet.

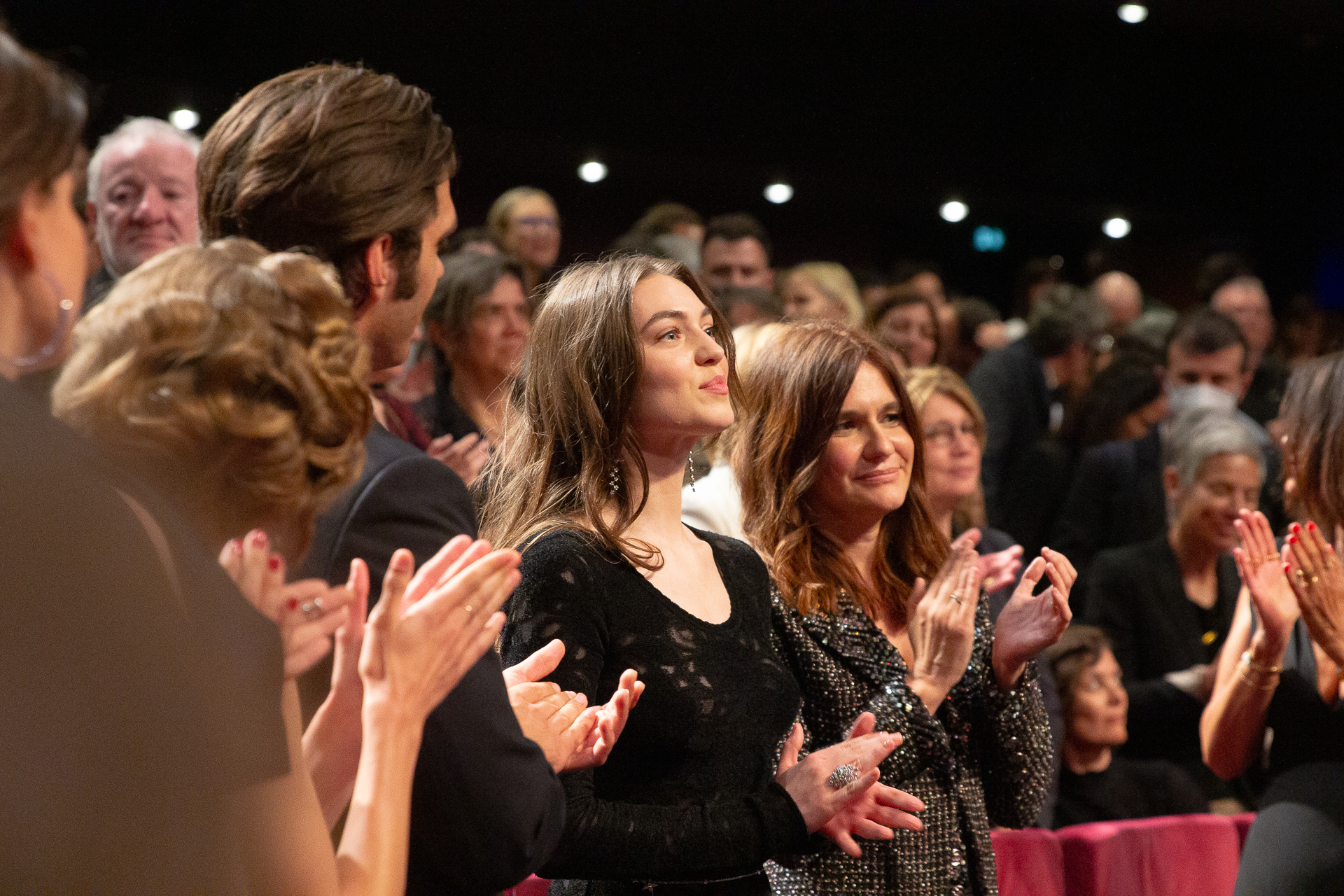
Anamaria Vartolomei und Jessica Palud bei der Premiere des Films in Cannes, 21. Mai 2024

## Produktion und Veröffentlichung
Maria ist der zweite Spielfilm der Regisseurin nach Revenir, der 2019 in Venedig vorgestellt und für den Horizon Award nominiert war.
Das Drehbuch beruht auf den Erinnerungen von Maria Schneiders Cousine, der Journalistin Vanessa Schneider, die sie in dem Buch Tu t’appelais Maria Schneider (2018) publiziert hat und in denen es vor allem um die Ereignisse um den Film Der letzte Tango in Paris von Bernardo Bertolucci geht. Der Film wurde vom 29. Mai 2023 bis zum 30. Juni 2023 überwiegend in Paris, in Rennes, Le Rheu (Château d’Apigné), Saint-Germain-du-Pinel und  Dinard gedreht. Die Musik zum Film komponierte Benjamin Biolay, der seine endgültige Zustimmung erst gab, als der Film komplett editiert war.
Die Uraufführung von Maria war am 21. Mai 2024  während des 77. Filmfestivals von Cannes. Die Produktion wurde in die Sektion Cannes Premières eingeladen die für Werke bestimmt ist, die kein Platz im Hauptwettbewerb erhielten. 
Kinostart in Frankreich war am 19. Juni 2024, Verleiher Haut et Court.

## Kritik
Bei Rotten Tomatoes erhielt der Film eine Positiv-Quote von 69 % auf der Grundlage von nur neun Filmkritiken.
Tim Grierson von Screendaly lobt das einfühlsame Biopic der Regisseurin und die schauspielerische Leistungen, im Besonderen die von Anamaria Vartolomei. Der Film ergreife Partei für Schneider, nehme das Spotlight von dem männlichen Darsteller des Tango und richte es verdientermaßen auf die Frau, die zu lange übersehen worden sei.
Alissa Simon überlegt in Variety, ob ein Filmkunstwerk den Missbrauch eines Menschen (individual) am Set rechtfertige, und ob ein Film wie 'Last Tango in Paris' heute überhaupt noch gedreht werden könnte. Die naive junge Frau, die glaubt, ihre Rolle an der Seite des Superstars Marlon Brando eröffne ihr eine glanzvolle Karriere, habe nicht realisiert, dass sie für Bertolucci nur ein unbeschriebenes Blatt war, dass er nach Belieben manipulieren konnte, ebenso wie er Brando ermutigt habe, beim Dreh zu improvisieren und in der Brutalität immer weiterzugehen. 
Die Rezensentin bedauert, dass der Film nur die Jugend der Schauspielerin, den Dreh selbst und den Skandal, den der Film nach seiner Uraufführung zur Folge hatte sowie die anschließende Drogenkarriere Maria Schneiders zeige aber unterschlage, das sie später noch 30 Filme gedreht habe. Allerdings zeige er, dass sie – anders als andere Stars ihrer Zeit – die Misshandlung publik gemacht habe, auch wenn sie ignoriert, ja schlimmer noch, geächtet wurde.
Und Jordan Mintzer vom Hollywood Reporter zieht am Ende seiner ausführlichen und differenzierten Filmanalyse das Fazit: „Paluds Film fordert uns auf drüber nachzudenken, ob die Kunst immer über wirkliche Menschen triumphieren sollte, indem sie Marias traurige wahre Geschichte als Beweis dafür nimmt, dass gewisse Dinge es nicht wert sind, um ein ‚movie breakthrough‘ zu schaffen“.